# Juan Restrepo

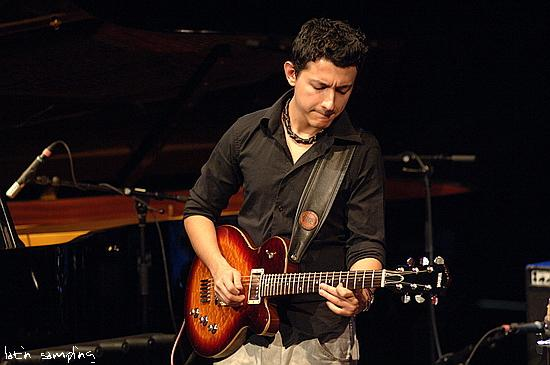
Juan Restrepo mit Latin Sampling (Folkwang Hochschule) (2006)

Juan David Restrepo (* 21. Oktober 1981 in Barranquilla, Kolumbien) ist ein kolumbianischer Gitarrist, Komponist und Produzent.

## Werdegang
Juan Restrepo wuchs in Kolumbien in Barranquilla auf und reiste 2002 und 2003 im Rahmen des „Jugend jazzt“ - Wettbewerbs mit der Band „Latin Sampling“ nach Deutschland. Dort belegte das Ensemble jeweils auf Landes- und Bundesebene den ersten Platz, und die Musiker gewannen ein Studienstipendium in Deutschland. Nach einem Vorbereitungsjahr an der Zentralen Musikschule in Hamburg zog der Musiker 2005 nach Köln, um sein Studium als Diplom-Musiker zu beginnen. Juan wurde als einziger aus einer Auswahl von 57 Bewerbern an der Hochschule für Musik Köln angenommen und beendete sein Studium unter der Betreuung von Frank Haunschild im Jahre 2010.

## Zusammenarbeit
Restrepo arbeitete unter anderem zusammen mit: Latin Sampling, Senait Mehari (Universal Music), Conexión Latina (enja records), BAP, Wolfgang Niedecken, Luciano di Natale Dance Company, Tadeusz, Djamel Laroussi, LAJAZZO Big Band, Inusa Dawuda, Yasmin K., ERAZZO, Mirta Junco, Marco Matias, Cristobal Galvez, Locos por Juana (Latin Grammy 2005/American Grammy 2008), Felix Lehrmann, St. Hill Colectivo, Mike Herting und der  Kai Podack Big Band. Juan wird unterstützt von Yamaha Guitars and Weisse Hugel Instruments.

## Auszeichnungen
- 1. Preis, Sierra, mar y jazz: (2000) Sta. marta - Kolumbien.
- 1. Preis, Fesujazz (2001) Bogota - Kolumbien.
- 1. Preis Landes-Jugend Jazzt 2002
- 1. Preis Bundes-Jugend Jazzt 2003
- 1. Preis mit dem JugendJazzOrchester Nordrhein-Westfalen (BIG BAND) beim 3. Wettbewerb für die Auswahl des Orchester Trossingen 2006
- Nominiert bester Song in "Premios Luna" (ERAZZO - Eres Tu)
- Berklee College of Music Stipendium
- Publikumspreis und Award Winner beim „Guitar & Voice“-Wettbewerb 2010 mit Marco Matias

## Festivals
Restrepo spielte auf zahlreichen Festivals, darunter:
| - Ruhr Klavier festival, Bochum - PANAFRICAN FESTIVAL 09 / Algerien - Neubrandenburg Frühling jazz festival - Burghausen Jazz festival - Barranquijazz 1998-2001-2002-2006, Barranquilla - Sierra Mar y Jazz festival, Sta. Marta / Colombia - FESUJAZZ (Festival Universitario de Jazz), Bogota - Ostsee jazz festival, Rostock - Planten und Blomen jazz festival, Hamburg - Jazz im Hinterhofgarten festival, Düsseldorf - Birdland, Hamburg | - Domicil, Dortmund - Harmony feat. Ack van R., Bonn - Jazz Festival, Vejle / Dänemark - Jamboree Jazz Club, Barcelona / Spanien - TOUR LAJAZZO BIG BAND ESTONIA / Tallinn - JAZZCID, Miami / USA - NYU, New York / USA - SOL Y SOMBRA, /Irland - World Music Festival in Doha / Qatar |